# 祖夫根
祖夫根（法語：Zoufftgen，法語發音：[zufgən]）是法国摩泽尔省的一个市镇，位于该省西北部，北临卢森堡迪德朗日市，属于蒂永维尔区。

## 地理
祖夫根（49°27'45"N, 6°7'59"E）面积16.7 平方千米，位于法国大東部大區摩泽尔省，该省份为法国东北部内陆省份，是洛林的一部分，西南接默尔特-摩泽尔省，东临下莱茵省，北与卢森堡和德国接壤。
与祖夫根接壤的市镇（或旧市镇、城区）包括：阿根、大埃唐日、坎芬、下伦根、鲁西村、沃尔默朗日莱米讷。

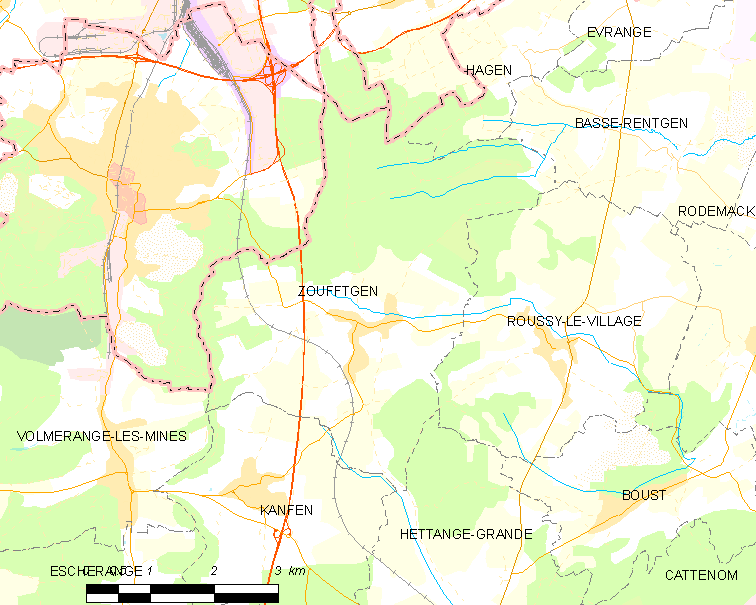
祖夫根的OSM定位图

祖夫根的时区为UTC+01:00、UTC+02:00（夏令时）。

## 行政
祖夫根的邮政编码为57330，INSEE市镇编码为57764。

## 政治
祖夫根所属的省级选区为于茨县。

## 人口

1962-2008年间祖夫根人口变化图示

祖夫根于2022年1月1日时的人口数量为1271人。